# Four strong winds
Four strong winds is een lied dat werd geschreven door Canadese singer-songwriter Ian Tyson. Hij en zijn toekomstige vrouw, Ian & Sylvia, brachten het in 1963 in verschillende landen uit op een single. Op de B-kant verscheen Long lonesome road. Beide nummers verschenen dat jaar ook op hun album dat eveneens Four strong winds heet. Er verschenen tientallen covers van het nummer en vier singles behaalden opnieuw de hitlijsten.
Deze compositie is uit de carrière van Ian Tyson het bekendst gebleven. Hij verklaarde eens dat hij het geschreven had over een oude schoolvriendin die verhuisd was naar Los Angeles in de VS. Het nummer wordt jaarlijks opgevoerd tijdens het Edmonton Folk Music Festival in de Canadese stad Edmonton in Alberta.

## Covers
Covers verschenen er op singles van onder meer The Brothers Four (1963), Waylon Jennings (1964), Bobby Bare sr. (1964),  Jim Dawson (1974) en Neil Young (1979). Daarnaast plaatste de Teenage Fanclub het op een B-kant van een single (Hang on, 1993). Slecht enkele van de albumversies die verschenen zijn van Harry Belafonte (Ballads, blues and boasters, 1964), The Searchers (Take me for what I worth, 1965), Chad & Jeremy (Chad and Jeremy sing for you, 1965), Marianne Faithfull (Come my way, 1965), The Seekers (A world of our own, 1965), The Carter Family (The best of The Carter Family, 1965), Trini Lopez (Welcome to Trini Country, 1968), Lester Flatt & Earl Scruggs (Changin' times, 1968), Dave Van Ronk (To all my friends in far-flung places, 1994), The Kingston Trio (The Capitol years, 1995), John Denver (Forever, John, 1998) en Johnny Cash (American V: A hundred highways, 2006).

## Hitlijsten
De single van Ian & Sylvia behaalde de hitlijsten in Canada. Vier covers bereikten opnieuw de hitlijsten.
| Jaar | artiest           | Canada | VS Billboard | VS AC | VS Country | V.K. |
| ---- | ----------------- | ------ | ------------ | ----- | ---------- | ---- |
| 1963 | Ian & Sylvia      | top 10 | -            | -     | -          | -    |
| 1963 | The Brothers Four | -      | 114          | -     | -          | -    |
| 1964 | Bobby Bare sr.    | -      | 60           | 9     | 3          | -    |
| 1974 | Jim Dawson        | -      | -            | 44    | -          | -    |
| 1979 | Neil Young        | 61     | 61           | 43    | -          | 57   |